# Arrondissement de La Marck
L'arrondissement de La Marck (Märkischer Kreis) est situé au centre de la Rhénanie-du-Nord-Westphalie. Il a des limites avec la ville de Hagen et les arrondissements d'Unna, Soest, Haut-Sauerland, Olpe, Haut-Berg et Ennepe-Ruhr. Il porte son nom de l'ancien Comté de la Marck à laquelle le territoire appartenait au Moyen Âge. L'arrondissement est traversé par l'autoroute A 45 (Gießen-Dortmund).

## Histoire
L'arrondissement fut créé le 1er janvier 1975 par loi du 5 novembre 1974 en fusionnant la ville d'Iserlohn et les anciens arrondissements d'Iserlohn et de Lüdenscheid.

## Communes
L'arrondissement compte 15 communes dont 12 villes:

communes de l'arrondissement

- Altena, ville
- Balve, ville
- Halver, ville
- Hemer, ville
- Herscheid
- Iserlohn, ville
- Kierspe, ville
- Lüdenscheid, ville
- Meinerzhagen, ville
- Menden, ville
- Nachrodt-Wiblingwerde
- Neuenrade, ville
- Plettenberg, ville
- Schalksmühle
- Werdohl, ville

## Politique

### Élections du préfet (Landrat)
|       | Scrutin du 12 septembre 1999 | Scrutin du 12 septembre 1999 | Scrutin du 12 septembre 1999 | Scrutin du 26 septembre 2004 | Scrutin du 26 septembre 2004 | Scrutin du 26 septembre 2004 |
| Parti | Candidat                     | Votes                        | %                            | Candidat                     | Votes                        | %                            |
| ----- | ---------------------------- | ---------------------------- | ---------------------------- | ---------------------------- | ---------------------------- | ---------------------------- |
| CDU   | Alyosius Franz Steppuhn      | 94 342                       | 52,6 %                       | Aloyisus Franz Steppuhn      | 90 048                       | 52,5 %                       |
| SPD   | Klaus Tweer                  | 76 666                       | 42,7 %                       | Wolfgang Ewald               | 59 753                       | 34,8 %                       |
| FDP   | Karl-Werner Lohmann          | 8 416                        | 4,7 %                        | Axel Hoffmann                | 14 479                       | 8,4 %                        |
| NPD   |                              |                              |                              | Hagen Prehl                  | 7 335                        | 4,3 %                        |

### Élections du conseil (Kreistag)
|       | Scrutin du 26 septembre 2004 | Scrutin du 26 septembre 2004 | Scrutin du 26 septembre 2004 |
| Parti | Votes                        | %                            | Sièges                       |
| ----- | ---------------------------- | ---------------------------- | ---------------------------- |
| CDU   | 76 432                       | 44,4 %                       | 32                           |
| SPD   | 51 641                       | 30,0 %                       | 22                           |
| Grüne | 13 342                       | 7,7 %                        | 6                            |
| FDP   | 12 747                       | 7,4 %                        | 5                            |
| UWG   | 11 537                       | 6,7 %                        | 5                            |
| NPD   | 3 327                        | 1,9 %                        | 1                            |
| REP   | 3 160                        | 1,8 %                        | 1                            |

## Juridiction
Juridiction ordinaire

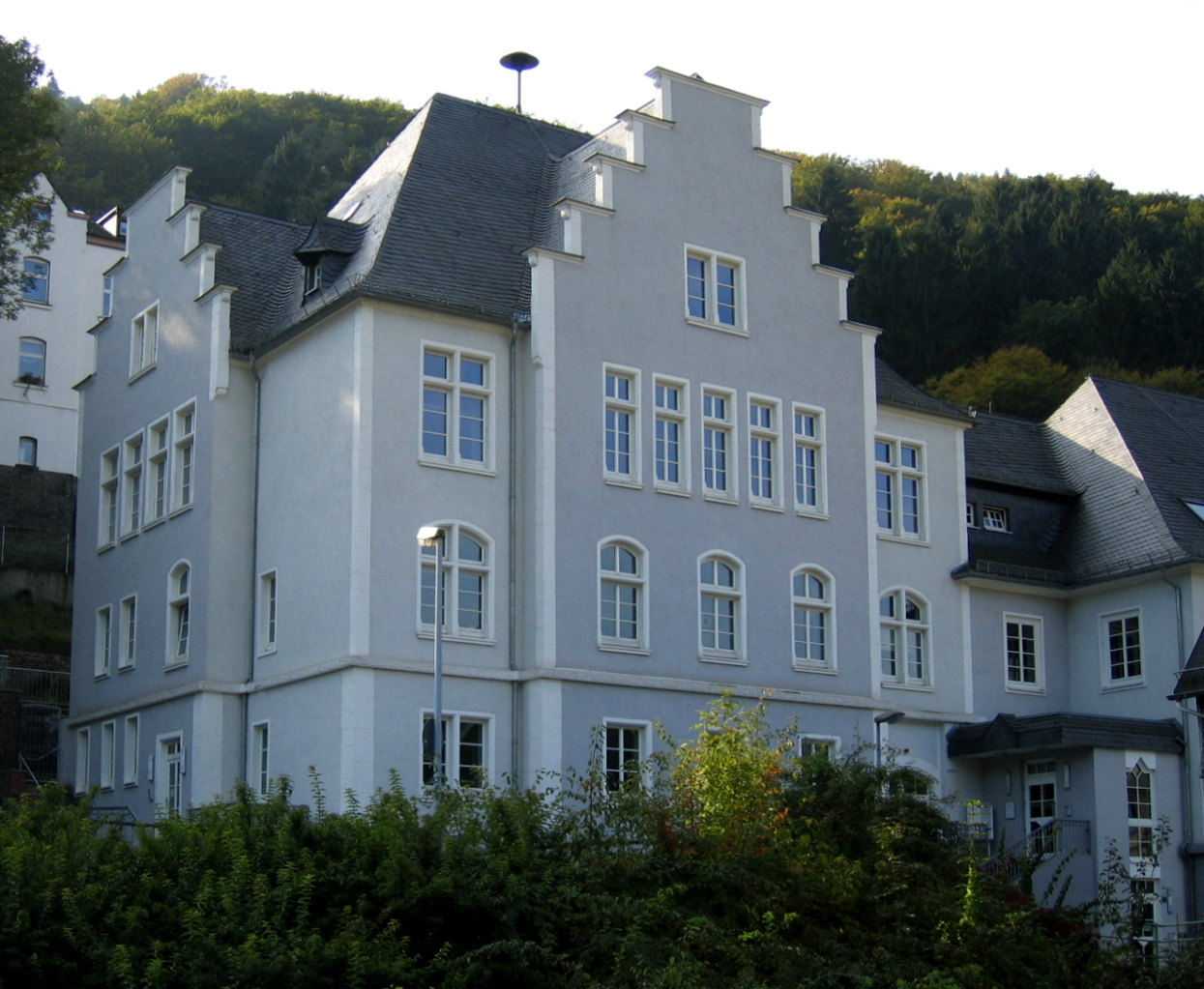
Tribunal cantonal d'Altena

- Cour d'appel (Oberlandesgericht) de Hamm
  - Tribunal régional (Landgericht) d'Arnsberg
    - Tribunal cantonal (Amtsgericht) de Menden: Balve, Menden

  - Tribunal régional de Hagen
    - Tribunal cantonal d'Altena: Altena, Nachrodt-Wiblingwerde, Neuenrade, Werdohl
    - Tribunal cantonal d'Iserlohn: Hemer, Iserlohn
    - Tribunal cantonal de Lüdenscheid: Halver, Lüdenscheid, Schalksmühle
    - Tribunal cantonal de Meinerzhagen: Kierspe, Meinerzhagen
    - Tribunal cantonal de Plettenberg: Herscheid, Plettenberg

Juridiction spéciale
- Tribunal supérieur du travail (Landesarbeitsgericht) de Hamm
  - Tribunal du travail (Arbeitsgericht) d'Iserlohn
- Tribunal administratif (Verwaltungsgericht) d'Arnsberg
- Tribunal des affaires de Sécurité sociale (Sozialgericht) de Dortmund